# Yin (cesarzowa)
Yin (chiń. 陰皇后; zm. ok. 102) – pierwsza żona cesarza Chin He (88 - 106).

## Życiorys
Yin była córką Yin Ganga, wnuka Yin Shi, brata Yin Lihua - drugiej żony cesarza Guangwu. Jako kilkunastoletnia dziewczyna została cesarską konkubiną w 92 roku i szybko zdobyła miłość cesarza He. Była opisywana jako piękna lecz niska i niezdarna dziewczyna niezdolna do uczestniczenia w oficjalnych ceremoniach jakie były nieodzowną częścią bycia cesarzową. Była również uważana za nieznośną i arogancką z powodu chełpienia się swoim wysokim pochodzeniem.
W 96 cesarz He uczynił ją cesarzową, a w rok później nadał jej ojcowi Yin Gangowi tytuł markiza Wufang.
W czasie tego roku, cesarzowa Yin utraciła miłość męża przede wszystkim dlatego, że była śmiertelnie zazdrosna o jedną z faworyt cesarza, konkubinę Deng Sui, która również mogła pochwalić się wysokim urodzeniem – była wnuczką pierwszego ministra cesarza Guangwu Deng Yu. Kronikarze często przeciwstawiają sobie pychę, arogancję i zazdrość cesarzowej z łagodnością, pokorą i usiłowaniem utrzymania pokojowych stosunków ze wszystkimi konkubiny Deng Sui. Zasmucona tym, że cesarz stracił synów w tak młodym wieku, Deng Sui często polecała mu inne konkubiny, które mogły by dać mu dzieci. Podczas gdy cesarzowej coraz bardziej się bano i nienawidzono to konkubina stawała się coraz popularniejsza.
Pewnego razu gdy cesarz He zachorował, cesarzowa zaczęła się zachowywać jak gdyby już była cesarzową wdową: nakazała stracić członków rodu Deng, a konkubina Deng Sui planowała popełnienie samobójstwa została jednak powstrzymana przez służącą która zaświadczyła, że cesarz czuje się już coraz lepiej i rodzina konkubiny uniknęła straszliwego losu.
W 102 roku cesarzowa Yin i jej babka Deng Zhu, zostały oskarżone o stosowanie czarów przeciw konkubinom, ich dzieciom i rodzinie cesarskiej. Większość rodu Yin popełniła samobójstwo lub zmarła na torturach. Cesarzowa została odsunięta i w tym samym roku popełniła samobójstwo wspólnie z ojcem.